# ۱۲ اکتبر
۱۲ اکتبر دویست و هشتاد و پنجمین (در سال‌های کبیسه دویست و هشتاد و ششمین) روز سال در گاه‌شماری میلادی است. ۸۰ روز تا پایان سال باقی‎ است.

## زادروزها
- ۱۸۷۵ – آلیستر کراولی، نویسنده، شاعر و بنیانگذار آیین تلما
- ۱۹۰۶ – پیرو تاروفی، رانندهٔ مسابقات اتومبیل‌رانی فرمول یک اهل ایتالیا (د. ۱۹۸۸)
- ۱۹۳۷ – پاول هاوکینز، رانندهٔ مسابقات اتومبیل‌رانی فرمول یک اهل استرالیا (د. ۱۹۶۹)

## درگذشت‌ها
- ۱۳۲۰ – میخائیل نهم، امپراتور بیزانس
- ۱۸۲۱ – آنتونیوس شدیاق، کشیش و تاریخ‌نگار لبنانی
- ۱۹۳۸ – حسن الدجانی، روزنامه‌نگار، وکیل و سیاستمدار فلسطینی.[۱]
- ۱۹۷۶ – جمیل صلیبا، فیلسوف و ادیب سوری-لبنانی
- ۲۰۱۱ -دنیس ریچی، دانشمند رایانه و خالق زبان برنامه‌نویسی سی

## مناسبت‌ها
- روز جهانی زبان اسپانیایی[نیازمند منبع]